# جلاران (طبس مسينا)
جلاران (بالفارسية: جلاران) هي مستوطنة تقع في إيران في قسم طبس مسینا الريفي. يقدر عدد سكانها بـ 77 نسمة بحسب إحصاء 2016.